# Virgilio Piñera
Virgilio Piñera Llera (* 4. August 1912 in Cárdenas; † 18. Oktober 1979 in Havanna) war ein kubanischer Schriftsteller und Dichter.

## Leben
Piñeras Vater war ein Eisenbahningenieur und seine Mutter Lehrerin. Er studierte an der Universität von Havanna. Als er sich weigerte, seine Dissertation zu verteidigen, war es schwierig für ihn, eine geeignete Beschäftigung zu finden und er war auf die finanzielle Unterstützung von Freunden und Verwandten angewiesen.
Piñera gehörte keiner literarischen Gruppe an und es ist schwierig, ihn künstlerischen und philosophischen Bewegungen zuzuordnen. Seine häufigen Probleme mit dem Castro-Regime sind das Ergebnis seiner Weigerung, der Parteilinie zu folgen.
In den 1950er Jahren lebte Piñera in Buenos Aires, wo er Jorge Luis Borges kennenlernte und seine Arbeiten in der renommierten Zeitschrift Sur veröffentlichte. Diese Zeit in Argentinien und seine Freundschaft mit Borges und anderen in Buenos Aires, einschließlich des im Exil lebenden polnischen Schriftstellers Witold Gombrowicz übten  Einfluss auf seine Arbeit aus.
Im Zuge der Kubanischen Revolution kehrte Piñera nach der Flucht Fulgencio Batistas Anfang 1959 nach Kuba zurück. Er arbeitete neben seiner schriftstellerischen Tätigkeit als Redakteur für Revolución, die offizielle Tageszeitung der Bewegung des 26. Juli, und deren renommierte Kulturbeilage Lunes de Revolución, die jedoch 1960 eingestellt wurde.
Als Fidel Castro im Juni 1961 den in der Nationalbibliothek versammelten kubanischen Intellektuellen erklärte, ihr Schaffen habe sich von nun an den Interessen der Revolution unterzuordnen, war Piñera einer von wenigen Anwesenden, der offenen Widerspruch wagte: „Ich weiß nicht, wie es euch geht, aber ich habe Angst, große Angst.“ Im selben Jahr wurde er  wegen „politischer und moralischer Verbrechen“ inhaftiert. Nach seiner Freilassung wurde er zu einer Randfigur mit wenigen Verteidigern in der Regierung. Trotzdem gewann er 1969 Kubas wichtigste literarische Auszeichnung, den Premio Casa de las Américas, für sein Theaterstück Dos viejos pánicos. In der fünfköpfigen Jury hatten damals der Spanier Max Aub, der Uruguayer Hiber Conteris und der Guatemalteke Manuel Galich für Piñera gestimmt.
Sein Werk beeinflusste unter anderem Reinaldo Arenas, in dessen autobiographischem Roman Bevor es Nacht wird Piñera eine Rolle spielt.

## Werke
Auf Deutsch erschienen:
"Kleine Manöver", Suhrkamp 1990